# NK Krka
Nogometni Klub Krka egy szlovén labdarúgócsapat Novo mestóból. 1922-ben alapították és háromszor nyerte meg a szlovén harmadosztályt.

## Keret

### Jelenlegi keret
2018. február 21-i állapot szerint.'
| #  |              | Poszt | Név              |
| -- | ------------ | ----- | ---------------- |
| 1  | Szlovénia    | K     | Darko Marjanović |
| 2  | USA          | CS    | Theodore Wilson  |
| 3  | Szlovénia    | V     | Patrik Horžen    |
| 4  | Horvátország | V     | Tin Martić       |
| 5  | Szlovénia    | V     | Marko Bedek      |
| 6  | Horvátország | V     | Denis Cerovec    |
| 7  | Szlovénia    | KP    | Jakob Judež      |
| 8  | Szlovénia    | CS    | Miha Fišter      |
| 10 | Szlovénia    | KP    | Luka Pavič       |
| 11 | Szlovénia    | KP    | David Škrbec     |
| 14 | Szlovénia    | V     | Matej Trščinar   |
| 16 | Szlovénia    | KP    | Aljaž Tot        |
| 17 | Szlovénia    | V     | Danijel Dežmar   |
| 19 | Szlovénia    | KP    | Urban Kramar     |
| 20 | Horvátország | KP    | Maks Slunjski    |

| #  |              | Poszt | Név             |
| -- | ------------ | ----- | --------------- |
| 21 | Szlovénia    | KP    | Žak Vranešič    |
| 22 | Szlovénia    | K     | Tim Kruljac     |
| 23 | Szlovénia    | KP    | Luka Kambič     |
| 24 | Szlovénia    | KP    | Žan Florjanc    |
| 27 | Szlovénia    | KP    | Denis Dedić     |
| 28 | Horvátország | KP    | Miroslav Šarić  |
| 31 | Szlovénia    | K     | Ožbej Kisovec   |
| 33 | Horvátország | CS    | Dino Cvrtila    |
| 43 | Szlovénia    | V     | Erik Juršić     |
| 55 | Szlovénia    | KP    | Matej Potokar   |
| —  | Horvátország | K     | Benjamin Levak  |
| —  | Horvátország | V     | Karlo Kešinović |
| —  | Szlovénia    | KP    | Daniel Vujčić   |
| —  | Szlovénia    | CS    | Žiga Kastrevec  |

## Sikerei
- Szlovén másodosztály bajnok:
  - 1 alkalommal: 1991–1992

- Szlovén harmadosztály bajnok:
  - 1 alkalommal: 1996–1997, 2006–2007, 2011–2012

## Külső hivatkozások
- Hivatalos honlap
- PrvaLiga profil
- Twitter profil
- Facebook profil
- Soccerway profil